# Pilosella dublizkii
Pilosella dublizkii là một loài thực vật có hoa trong họ Cúc. Loài này được (B.Fedtsch. & Nevski) Sennikov miêu tả khoa học đầu tiên.